# Venturia maculiformis
Venturia maculiformis är en svampart som först beskrevs av Jean Baptiste Desmazières, och fick sitt nu gällande namn av Georg Winter 1885. Venturia maculiformis ingår i släktet Venturia och familjen Venturiaceae.  Arten är reproducerande i Sverige. Inga underarter finns listade i Catalogue of Life.